# Campeonato Mundial de Ginástica Acrobática de 1990
O 9º Campeonato Mundial de Ginástica Acrobática foi organizado pela Federação Internacional de Ginástica nos dias 29 a 4 de novembro de 1990, em Augsburgo, na Alemanha. Foram disputados 21 eventos nas categorias feminino, masculino e misto.

## Resultados

### Saltos acrobáticos masculinos
Os resultados finais foram os seguintes.
Geral
| Posição           | Ginasta         | Nacionalidade   | Pontos |
| ----------------- | --------------- | --------------- | ------ |
| Medalha de ouro   | Andrey Garbuzov | União Soviética | 29.50  |
| Medalha de prata  | Feng Tao        | China           | 29.49  |
| Medalha de bronze | Chen Bo         | China           | 29.46  |
| Medalha de bronze | Steve Elliott   | Estados Unidos  | 29.46  |

Primeiro exercício
| Posição           | Ginasta          | Nacionalidade   | Pontos |
| ----------------- | ---------------- | --------------- | ------ |
| Medalha de ouro   | Chen Bo          | China           | 19.79  |
| Medalha de prata  | Andrey Garbuzov  | União Soviética | 19.60  |
| Medalha de bronze | Jordan Cincarski | Bulgária        | 19.56  |

Segundo exercício
| Posição           | Ginasta             | Nacionalidade   | Pontos |
| ----------------- | ------------------- | --------------- | ------ |
| Medalha de ouro   | Alexei Kryzhanovsky | União Soviética | 19.90  |
| Medalha de prata  | Pedro Petrov        | Bulgária        | 19.70  |
| Medalha de bronze | Feng Tao            | China           | 19.66  |

### Pares masculinos
Os resultados finais foram os seguintes.
Geral
| Posição           | Equipe                                | Nacionalidade   | Pontos |
| ----------------- | ------------------------------------- | --------------- | ------ |
| Medalha de ouro   | Gennady Tserishenko, Yuri Stepchenkov | União Soviética | 29.86  |
| Medalha de ouro   | Chen Yun, Chen Biaohuang              | China           | 29.86  |
| Medalha de bronze | Rumen Lachkov, Vladimir Enchev        | Bulgária        | 29.39  |
| Medalha de bronze | Gregor Godzwin, Andrzej Pieszota      | Polónia         | 29.39  |

Primeiro exercício
| Posição           | Equipe                                | Nacionalidade   | Pontos |
| ----------------- | ------------------------------------- | --------------- | ------ |
| Medalha de ouro   | Gennady Tserishenko, Yuri Stepchenkov | União Soviética | 20.00  |
| Medalha de ouro   | Chen Yun, Chen Biaohuang              | China           | 20.00  |
| Medalha de bronze | Rumen Lachkov, Vladimir Enchev        | Bulgária        | 19.73  |

Segundo exercício
| Posição           | Equipe                                | Nacionalidade   | Pontos |
| ----------------- | ------------------------------------- | --------------- | ------ |
| Medalha de ouro   | Gennady Tserishenko, Yuri Stepchenkov | União Soviética | 19.93  |
| Medalha de prata  | Chen Yun, Chen Biaohuang              | China           | 19.90  |
| Medalha de bronze | Gregor Godzwin, Andrzej Pieszota      | Polónia         | 19.66  |

### Grupo masculino
Os resultados finais foram os seguintes.
Geral
| Posição           | Equipe                                                              | Nacionalidade   | Pontos |
| ----------------- | ------------------------------------------------------------------- | --------------- | ------ |
| Medalha de ouro   | Igor Yakushov, Vazha Ambrolidze, Ivan Chernov, Dmitry Usanov        | União Soviética | 29.80  |
| Medalha de prata  | Liu Han, Chai Chen, Xu Bing, Ren Shiqiang                           | China           | 29.68  |
| Medalha de bronze | Ventseslav Genov, Borislav Georgiev, Luther Ivanov, Borislav Betsov | Bulgária        | 29.43  |

Primeiro exercício
| Posição          | Equipe                                                              | Nacionalidade   | Pontos |
| ---------------- | ------------------------------------------------------------------- | --------------- | ------ |
| Medalha de ouro  | Liu Han, Chai Chen, Xu Bing, Ren Shiqiang                           | China           | 19.92  |
| Medalha de prata | Igor Yakushov, Vazha Ambrolidze, Ivan Chernov, Dmitry Usanov        | União Soviética | 19.80  |
| Medalha de prata | Ventseslav Genov, Borislav Georgiev, Luther Ivanov, Borislav Betsov | Bulgária        | 19.80  |

Segundo exercício
| Posição           | Equipe                                                              | Nacionalidade   | Pontos |
| ----------------- | ------------------------------------------------------------------- | --------------- | ------ |
| Medalha de ouro   | Igor Yakushov, Vazha Ambrolidze, Ivan Chernov, Dmitry Usanov        | União Soviética | 19.86  |
| Medalha de prata  | Ventseslav Genov, Borislav Georgiev, Luther Ivanov, Borislav Betsov | Bulgária        | 19.63  |
| Medalha de bronze | Liu Han, Chai Chen, Xu Bing, Ren Shiqiang                           | China           | 19.56  |

### Saltos acrobáticos femininos
Os resultados finais foram os seguintes.
Geral
| Posição           | Ginasta           | Nacionalidade   | Pontos |
| ----------------- | ----------------- | --------------- | ------ |
| Medalha de ouro   | Natália Kadatova  | União Soviética | 29.56  |
| Medalha de prata  | Maria Dimova      | Bulgária        | 29.30  |
| Medalha de bronze | Ekaterina Yurieva | União Soviética | 29.29  |

Primeiro exercício
| Posição           | Ginasta            | Nacionalidade   | Pontos |
| ----------------- | ------------------ | --------------- | ------ |
| Medalha de ouro   | Natália Kadatova   | União Soviética | 19.80  |
| Medalha de prata  | Philippa Musicista | Grã-Bretanha    | 19.56  |
| Medalha de bronze | Missy Marra        | Estados Unidos  | 19.46  |

Segundo exercício
| Posição           | Ginasta            | Nacionalidade   | Pontos |
| ----------------- | ------------------ | --------------- | ------ |
| Medalha de ouro   | Ekaterina Yurieva  | União Soviética | 19.70  |
| Medalha de ouro   | Maria Dimova       | Bulgária        | 19.70  |
| Medalha de bronze | Philippa Musicista | Grã-Bretanha    | 19.56  |
| Medalha de bronze | Diana Mathush      | Hungria         | 19.56  |

### Pares femininos
Os resultados finais foram os seguintes.
Geral
| Posição           | Equipe                             | Nacionalidade   | Pontos |
| ----------------- | ---------------------------------- | --------------- | ------ |
| Medalha de ouro   | Elena Drozhzhina, Zulfiya Alimova  | União Soviética | 29.69  |
| Medalha de prata  | Song Na, Hong Soo                  | China           | 29.52  |
| Medalha de bronze | Anna Kirkowska, Jordanka Jordanova | Bulgária        | 29.50  |

Primeiro exercício
| Posição           | Equipe                             | Nacionalidade   | Pontos |
| ----------------- | ---------------------------------- | --------------- | ------ |
| Medalha de ouro   | Elena Drozhzhina, Zulfiya Alimova  | União Soviética | 19.83  |
| Medalha de ouro   | Song Na, Hong Soo                  | China           | 19.83  |
| Medalha de bronze | Anna Kirkowska, Jordanka Jordanova | Bulgária        | 19.60  |

Segundo exercício
| Posição           | Equipe                             | Nacionalidade   | Pontos |
| ----------------- | ---------------------------------- | --------------- | ------ |
| Medalha de ouro   | Elena Drozhzhina, Zulfiya Alimova  | União Soviética | 19.76  |
| Medalha de ouro   | Song Na, Hong Soo                  | China           | 19.76  |
| Medalha de bronze | Anna Kirkowska, Jordanka Jordanova | Bulgária        | 19.70  |

### Grupo feminino
Os resultados finais foram os seguintes.
Geral
| Posição           | Equipe                                             | Nacionalidade   | Pontos |
| ----------------- | -------------------------------------------------- | --------------- | ------ |
| Medalha de ouro   | Lyubov Cholakova, Boyana Angelova, Vasilena Penova | Bulgária        | 29.73  |
| Medalha de prata  | Natalya Anisimova, Inga Giorgibiani, Irina Ovoyan  | União Soviética | 29.56  |
| Medalha de bronze | Huo Qing, Yan Weixia, Mo Xuetsen                   | China           | 29.40  |

Primeiro exercício
| Posição           | Equipe                                             | Nacionalidade   | Pontos |
| ----------------- | -------------------------------------------------- | --------------- | ------ |
| Medalha de ouro   | Lyubov Cholakova, Boyana Angelova, Vasilena Penova | Bulgária        | 19.80  |
| Medalha de prata  | Natalya Anisimova, Inga Giorgibiani, Irina Ovoyan  | União Soviética | 19.66  |
| Medalha de bronze | Huo Qing, Yan Weixia, Mo Xuetsen                   | China           | 19.60  |

Segundo exercício
| Posição           | Equipe                                             | Nacionalidade   | Pontos |
| ----------------- | -------------------------------------------------- | --------------- | ------ |
| Medalha de ouro   | Lyubov Cholakova, Boyana Angelova, Vasilena Penova | Bulgária        | 19.86  |
| Medalha de ouro   | Natalya Anisimova, Inga Giorgibiani, Irina Ovoyan  | União Soviética | 19.86  |
| Medalha de bronze | Huo Qing, Yan Weixia, Mo Xuetsen                   | China           | 19.70  |

### Pares mistos
Os resultados finais foram os seguintes.
Geral
| Posição           | Equipe                               | Nacionalidade   | Pontos |
| ----------------- | ------------------------------------ | --------------- | ------ |
| Medalha de ouro   | Natalia Redkova, Evgeniy Marchenko   | União Soviética | 29.82  |
| Medalha de prata  | Wu Xiangdong, Li Yixia               | China           | 29.73  |
| Medalha de bronze | Beata Walentinska, Andrei Sokotovsky | Polónia         | 29.26  |
| Medalha de bronze | Sophie Harris, James Newman          | Grã-Bretanha    | 29.26  |

Primeiro exercício
| Posição           | Equipe                             | Nacionalidade   | Pontos |
| ----------------- | ---------------------------------- | --------------- | ------ |
| Medalha de ouro   | Natalia Redkova, Evgeniy Marchenko | União Soviética | 19.96  |
| Medalha de prata  | Wu Xiangdong, Li Yixia             | China           | 19.86  |
| Medalha de bronze | Miroslav Tsankov, Milena Stefanova | Bulgária        | 19.76  |

Segundo exercício
| Posição           | Equipe                               | Nacionalidade   | Pontos |
| ----------------- | ------------------------------------ | --------------- | ------ |
| Medalha de ouro   | Natalia Redkova, Evgeniy Marchenko   | União Soviética | 19.90  |
| Medalha de ouro   | Wu Xiangdong, Li Yixia               | China           | 19.90  |
| Medalha de bronze | Beata Walentinska, Andrei Sokotovsky | Polónia         | 19.50  |
| Medalha de bronze | Sophie Harris, James Newman          | Grã-Bretanha    | 19.50  |
| Medalha de bronze | Reimund Herberg, Simone Metzmacher   | Alemanha        | 19.50  |